# Núria Ricart i Ulldemolins
Núria Ricart i Ulldemolins   (Cerdanyola del Vallès, 1975) és una professora universitària de la Facultat de Belles Arts de la Universitat de Barcelona. Les seves principals línies de treball són la monumentalitat, l'art públic, l'espai públic i la memòria.
Va formar part de l'equip que l'any 2019 va dur a terme l'espai de memòria de la Presó de Dones de les Corts. També a Barcelona, va liderar l'equip que va llistar les 153 biografies femenines incloses dintre de la campanya Ciutat de Dones, llançada per l'Ajuntament de Barcelona amb motiu del Dia Internacional de les Dones de 2023.
L'Observatori Europeu de Memòries va encarregar a Ricart l'elaboració d'una proposta per reemplaçar el Monument commemoratiu de la Batalla de l'Ebre, a Tortosa, que va consistir en un pont amb un punt central de memòria, on fer didàctica sobre el nacionalcatolicisme, el franquisme i la guerra. En aquesta mateixa línia, la professora cerdanyolenca, ja havia proposat una resignificació del Valle de los Caídos.
També ha dirigit debats i exposicions basats en el seu camp. És el cas de les jornades La Barcelona Incòmoda o l'exposició Deconstruir el franquisme. Símbols de la dictadura a Barcelona, celebrada a la Presó Model de Barcelona; ambdues l'any 2019.

## Publicacions
- Ricart, N. (2018). «Monumento». A Vinyes, Ricard (ed.) Diccionario de la memoria colectiva. (p. 317 - 320). Gedisa. ISBN 978-84-16919-34-5
- «Monumentos, memoria y espacio público. 2007-2017». A: Diez años de leyes y políticas de memoria (2007-2017) : la hibernación de la rana.  Madrid: Catarata, 2019, p. 143 - 158. ISBN 978-84-9097-609-8.
- Guixé i Coromines, Jordi; Ricart Ulldemolins, Núria «A López y López. Quinto asalto. Memorias incómodas en el espacio público». RiMe. Rivista dell'Istituto di Storia dell'Europa Mediterranea (ISSN 2035-794X), Vol. 7/II n.s., 12-2020, pàg. 139–167. DOI: 10.7410/1439.
- Ricart Ulldemolins, Núria. Arte público y memoria : Lenguaje y transmisión en los monumentos a las víctimas.  Madrid: Catarata, 2022. ISBN 978-84-1352-595-2.
- Ricart, N; Guixé, J; Hernández, F. (2022). «Un lugar inacabado. Espacio de memoria, monumento cárcel de mujeres de les Corts». En Un lugar inacabado. Espacio de memoria, monumento cárcel de mujeres de les Corts. Número. 64. (p. 1 - 160). Publicacions Universitat de València. ISBN 978-84-1118-091-7.

## Exposicions[9]
- Mural en Conmemoración de las Víctimas del Holocausto {{format ref}} https://europeanmemories.net/activities/graffiti-remembrance-victims-holocaust-2/. (Grupo). 25/01/2018 - 22/03/2018. 2 Murals de 3 x 8 m. cada mural

- Símbolos de la dictadura en Barcelona. Deconstruir el Franquismo. {{format ref}} https://europeanmemories.net/deconstruir . (Grupo) . 12/03/2019 - 15/06/2019 . Obra original: Plaques d'habitatge del Fons del Museu d'Història de Barcelona

- Democratización del espacio público. Retirada de símbolos. Deconstruir el Franquismo. {{format ref}} https://europeanmemories.net/deconstruir/ . (Grupo) . 13/06/2019 - 21/06/2019

- DONES/PRESÓ Espacio de memoria 2014-2019 MUJERES/CÁRCEL {{format ref}} https://presodedones.wordpress.com/ . (Grupo) . 10/11/2014 - 25/06/2020 . Exposició de projectes de Monument Presó de Dones de les Corts.(2014-2015) Exposició de testimonis.(2015) Exposició de l'evolució cartogràfica (2015-2019)

- Ciudad de Mujeres . (Individual) . 08/03/2023 - 11/04/2023 . {{format ref}} https://ajuntament.barcelona.cat/dones/ca/ciutat-de-dones/projecte . CIUTAT DE DONES. BARCELONA (Ajuntament de Barcelona - HaymarketBooks) DL B 6308-2023

## Premis i distincions[9]
- Medalla d'Honor de Barcelona de l'any 2015 al Grup promotor per al Futur Monument a la Presó de Dones de Les Corts (12/11/2015).

- Menció Especial Premi Aurora Gómez, a la lluita feminista en l‘àmbit laboral al Grup promotor per al Futur Monument a la Presó de Dones de Les Corts, 2015 (Fundació Cipriano García, CCOO) (31/12/2015).

- Premi Extraordinari de Doctorat del curs 2010-2011 concedit pel Consell de Govern de la Universitat de Barcelona el dia 19 de juliol de 2012 (19/07/2012) per la tesi doctoral "Cartografies de La Mina: art, espai públic, participació ciutadana".

- Premi ACCA de la Crítica d’Art 2010 atorgat a l'Ajuntament de Barcelona per l'edició en paper 'Art Públic de Barcelona'. (24/05/2011)

- 3r Premi d'Escultura en el '1er Concurs d'art públic al barri de La Mina'. Obra: 'L'onada, nova font de La Mina' del Grup Art Es23 (Núria Ricart i Adolfo Raba) Sant Adrià de Besòs (09/2006 - 09/2006).

- Premi ACCA de la Crítica d’Art atorgat a la Universitat de Barcelona - Ajuntament de Barcelona pel catàleg d'Art Públic de l'Ajuntament de Barcelona. Accessible des de: www.bcn.es/artpublic (03/05/2005).